# NGC 1274
NGC 1274 је елиптична галаксија у сазвежђу Персеј која се налази на NGC листи објеката дубоког неба.
Деклинација објекта је + 41° 32' 58" а ректасцензија 3h 19m 40,6s. Привидна величина (магнитуда) објекта NGC 1274 износи 14,1 а фотографска магнитуда 15,1. Налази се на удаљености од 76,671 милиона парсека од Сунца. NGC 1274 је још познат и под ознакама MCG 7-7-62, CGCG 540-102, PGC 12413.